# Милош Нинковић
Милош Нинковић (Београд, 25. децембар 1984) бивши је српски фудбалер. Играо је на позицији везног играча.

## Клупска каријера
Нинковић је прошао млађе категорије Чукаричког. За први тим је дебитовао у сезони 2002/03, док се клуб такмичио у југословенској Првој лиги. Већу минутажу је добио у наредној сезони када је клуб био друголигаш. Године 2004. прешао у Динамо из Кијева. Током прве три сезоне је ретко добијао прилику. Тек од сезоне 2007/08. почиње да добија већу минутажу. Са Динамом је два пута био првак Украјине (2007. и 2009) и три пута победник купа (2005, 2006. и 2007). Други део сезоне 2012/13. провео је на позајмици у француском прволигашу Евијану.
У јулу 2013. потписао је једногодишњи уговор са Црвеном звездом. Дебитовао је 18. јула 2013. против исландске Вестманеје (2:0) у другом колу квалификација за Лигу Европе. Црвено-бели нису изборили пласман у групну фазу Лиге Европе у овој сезони. Након проласка Вестменеје, елиминисани су од Черномореца, а Нинковић је на све четири европске утакмице био стартер. Прве голове постигао је у 2. колу Суперлиге Србије у тријумфу над Јагодином (2:1). На 145. вечитом дербију је играо са заштитном кацигом због повреде главе, и после његовог центаршута дефанзивац Партизана Милан Обрадовић спровео је лопту у сопствену мрежу за тријумф Звезде од 1:0. Нинковић је био стрелац још из пенала у победи на гостовању ОФК Београду (2:1), затим у победи над Напретком (4:1) на Маракани, док је у претпоследњем колу против ОФК Београда (4:2) ставио тачку на победу у 85. минуту чиме су црвено-бели обезбедили освајање 26. титуле првака, прве након шест година. Нинковић је током ове сезоне забележио и осам асистенција.
Крајем августа 2014. по други пут је потписао за француски Евијан. Након сезоне у Француској, Нинковић је отишао у Аустралију и потписао за прволигаша Сиднеј. Седам година је провео у овом клубу након чега је прешао у градског ривала Вестерн Сиднеј вондерерсе. Две сезоне је провео у Вондерерсима након чега је завршио играчку каријеру.

## Репрезентација
За сениорску репрезентацију Србије је од 2009. до 2012. одиграо 28 утакмица. Дебитовао је 1. априла 2009. године на пријатељском мечу против Шведске (2:0) у Београду, када је ушао у полувремену уместо Милана Јовановића. Био је учесник Светског првенства 2010. у Јужној Африци, где је играо на утакмицама против Немачке (1:0) и Аустралије (1:2). Последњи сусрет у националном дресу је одиграо 8. септембра 2012. године против Шкотске (0:0) у квалификацијама за Светско првенство 2014. у Бразилу.

## Трофеји

### Динамо Кијев
- Првенство Украјине (2) : 2006/07, 2008/09.
- Куп Украјине (3) : 2004/05, 2005/06, 2006/07.
- Суперкуп Украјине (4) : 2006, 2007, 2009, 2011.

### Црвена звезда
- Суперлига Србије (1) : 2013/14.

### Сиднеј
- Првенство Аустралије (3) : 2016/17, 2017/18, 2019/20.